# Spandauer-See-Brücke
Die Spandauer-See-Brücke ist eine stählerne Balkenbrücke in den Berliner Ortsteilen Hakenfelde und Haselhorst des Bezirks Spandau. Sie überquert die Havel-Oder-Wasserstraße und verbindet dadurch die Hugo-Cassirer-Straße in Hakenfelde mit der Pohleseestraße in Haselhorst.

## Geschichte
Die Brücke verbindet vor allem die Teile der Wasserstadt Oberhavel miteinander, die seit den 1990er Jahren für die Wohnnutzung entwickelt wird. Dabei übernimmt die Spandauer-See-Brücke die Erschließungsfunktion und die Wasserstadtbrücke die Verbindungsfunktion. Für die Brücke begann 1993 ein Realisierungswettbewerb unter dem damaligen Arbeitstitel Südbrücke Oberhavel. Walter A. Noebel setzte sich dabei mit seinem Entwurf durch. Der Bau der Brücke wurde 1995 begonnen und am 1. Dezember 1997 wurde diese dem Verkehr übergeben.